# Núñez (Buenos Aires)
Núñez is een wijk (barrio) van de Argentijnse hoofdstad Buenos Aires. De wijk ligt in het noorden van de stad en werd gesticht door Don Florencio Emeterio Núñez.
Agronomía · Almagro · Balvanera · Barracas · Belgrano · Boedo · Caballito · Chacarita · Coghlan · Colegiales · Constitución · Flores · Floresta · La Boca · La Paternal · Liniers · Mataderos · Monte Castro · Monserrat · Nueva Pompeya · Núñez · Palermo · Parque Avellaneda · Parque Chacabuco · Parque Chas · Parque Patricios · Puerto Madero · Recoleta · Retiro · Saavedra · San Cristóbal · San Nicolás · San Telmo · Vélez Sársfield · Versalles · Villa Crespo · Villa del Parque · Villa Devoto · Villa Lugano · Villa Luro · Villa Mitre · Villa Ortúzar · Villa Pueyrredón · Villa Real · Villa Riachuelo · Villa Santa Rita · Villa Soldati · Villa Urquiza